# Esquerra Nacionalista Valenciana
Esquerra Nacionalista Valenciana (ENV) és un partit polític valencià, d'orientació independentista d'esquerres i que demana el dret a l'autodeterminació del País Valencià. El seu Secretari General és Albert Marín. ENV va ésser fundada en 1977, amb el nom d'Unió Regional Valenciana, i obtindria el seu nom actual en 1979, després d'un congrés on el sector sobiranista imposà un canvi polític en la formació.

## Història
Esquerra Nacionalista Valenciana naix en octubre de 1979, quan el sector nacionalista d'Unió Regional Valenciana guanya el congrés del partit i pren el control per un estret marge de vots, fet que fa que inicialment es mantingueren les sigles de l'antic partit, sent estes ENV-URV. La victòria nacionalista va portar que un sector regionalista, encapçalat per Vicent González Lizondo abandonara el partit i fundara Unió Valenciana poc després.
Tanmateix, el partit no va obtindre un excessiu èxit electoral, i la formació d'Unió Valenciana li va suposar un destacable transvasament d'estructures i militants. En 1989 va participar en les Eleccions al Parlament Europeu amb un únic membre que anà a l'última posició de la llista d'Unió Valenciana. Arran del II Congrés Extraordinari del partit, celebrat en febrer de 1990, el partit entra en estat d'hibernació a causa dels seus minsos resultats electorals.
ENV es reactivaria en setembre de 1992, quan Unió Valenciana expulsa a Miquel Ramon i Quiles, aleshores senador per elecció directa de les Corts Valencianes. Este, junt al regidor a l'Ajuntament de València Francesc Martínez León s'afiliarien a ENV. Tot i que Martínez León deixaria d'ésser regidor poc després, ENV celebrarà un nou congrés, el que suposà la seua reactivació.
En 1993 es produiria un acostament amb el Partit Valencià Nacionalista, amb qui se signaria un protocol d'actuació conjunta. Arran dels acords amb l'escissió d'Unitat del Poble Valencià, Esquerra Nacionalista Valenciana arribaria a declarar públicament la seua acceptació de la unitat de la llengua valenciano-catalana.
ENV es presentà a les Eleccions a les Corts Valencianes de 2007 en la coalició Units per València, juntament amb Opció Nacionalista Valenciana. Tanmateix, ENV abandonaria la coalició abans que esta esdevinguera un partit polític. A partir de 2008 participa, junt a República Valenciana-Partit Valencianista Europeu de la coalició Per la República Valenciana. A les Eleccions a les Corts Valencianes de 2011, la coalició es reedita sense la participació d'Estat Valencià. Van obtenir 715 vots (0,03%).
Les dues formacions, juntament amb Els Verds Ecopacifistes, van concórrer a les eleccions a les Corts Valencianes de 2015, amb el nom de Coalició Junts. Van obtenir 1.460 vots (0,06%).
Per a les eleccions generals espanyoles de 2015 va formar una coalició juntament amb Esquerra Republicana del País Valencià i Els Verds del País Valencià anomenada Ara, País Valencià. La coalició, que pretenia ser l'inici d'un procés de convergència de més ampli espectre, va obtenir poc menys de 2.500 vots.

## Editorial
En la dècada dels anys 80, el partit fundà una editorial en el nom "Editorial Nova Valencia" (ENV) en la qual va editar diversos títols relacionats amb el nacionalisme valencià i la llengua valenciana. El llibre més conegut i que tingué una major repercussió fou "Bases per al Nacionalisme Valencià" (1986) escrit col·lectivament per Josep Velasco Santamaria, Josep Ynat Marques, Joan Salvador Lopez, Mercedes Soler, Rodolf Perez Iranzo i Tarsilo Tarin Tortosa. Este llibre tenia l'objectiu de contribuir a fixar les bases i la teoria del nacionalisme valencià a finals del segle xx.

## Resultats electorals
- Generals espanyoles 1982: 6.738 vots (0,32%)
- Corts Valencianes 1983: 7.623 vots (0,4%)
- Generals espanyoles 1986: 2.116 vots (0,1%)
- Corts Valencianes 1987: 4.175 vots (0,21%)
- Generals espanyoles 1989: 2.098 vots (0,1%)
- Generals espanyoles 1993: 1.517 vots (0,06%)
- Corts Valencianes 1995: 1.861 vots (0,08%)
- Generals espanyoles 1996: 1.023 vots (0,04%)
- Corts Valencianes 1999: 2.070 vots (0,09%)
- Generals espanyoles 2000: 920 vots (0,04%)